# Reihenschaltung
Die Reihenschaltung (je nach Anwendung auch Spannungsteilerschaltung genannt) beschreibt in der Elektrotechnik die Hintereinanderschaltung zweier oder mehrerer Bauelemente in einer Schaltung so, dass sie einen einzigen Strompfad bilden. Zwei Bauelemente sind demnach in Reihe geschaltet, wenn deren Verbindung keine Abzweigung aufweist. Die Anzahl der in Reihe geschalteten Elemente ist beliebig.
Wie in der englischen Bezeichnung series circuit werden anstelle des Begriffs Reihenschaltung bzw. des Ausdrucks in Reihe geschaltet inzwischen auch die Ausdrücke Serienschaltung bzw. in Serie geschaltet verwendet. Sind zwei Bauteile in entgegengesetzter Polung (zum Beispiel Zenerdioden) in Reihe geschaltet, ist auch die Bezeichnung Antiseriellschaltung üblich. Ursprünglich wurde der Begriff Serienschaltung für Schaltungen in der Elektroinstallation verwendet, die einen Serienschalter enthalten.

Reihenschaltung zweier Widerstände mit einzigen Strompfad

Als Gegenstück zur Reihenschaltung gibt es als eine weitere Grundschaltung die Parallelschaltung.

## Eigenschaften einer elektrischen Reihenschaltung

Reihenschaltungen von Lampen bzw. Widerständen

Die Reihenschaltung mehrerer Bauelemente hat folgende Eigenschaften:
- Alle Elemente werden von demselben elektrischen Strom durchflossen.
- Die Reihenschaltung von potentialfreien Spannungsquellen ermöglicht es, eine höhere Gesamtspannung zu erzeugen. Das wird z. B. in Batterien oder Solarzellen angewendet.
- Die Reihenschaltung von Verbrauchern ist anfällig für Ausfälle (im Sinne einer Unterbrechung). Wenn ein einzelnes Element die elektrische Leitung unterbricht oder aus der Leitung entfernt wird, fällt die komplette Reihe aus. Erwünscht ist dieses bei einer in Reihe zum Verbraucher geschalteten Sicherung.– Bei einem Ausfall im Sinne eines Kurzschlusses und bei konstanter Speisespannung erhöht sich die Spannung an den intakten Verbrauchern.
- Die Reihenschaltung von Relaiskontakten mit den Zuständen „gesperrt“ und „leitend“ realisiert für den Zustand „leitend“ eine UND-Funktion, für den Zustand „gesperrt“ eine ODER-Funktion. Letzteres wird angewendet bei in Reihe geschalteten Ruhestromkontakten einer Alarmanlage.

## Gesetzmäßigkeiten von Reihenschaltungen

### Widerstand
Bei ohmschen Widerständen gilt das ohmsche Gesetz
{\displaystyle U=R\cdot I},
worin {\displaystyle U} die elektrische Spannung, {\displaystyle R} der elektrische Widerstand und {\displaystyle I} die elektrische Stromstärke sind. Dieses gilt für Gleichgrößen sowie Effektivwerte und Augenblickswerte bei mit der Zeit veränderlichen Größen.
Der Gesamtwiderstand einer Reihenschaltung nimmt mit jedem weiteren ohmschen Verbraucher zu; der Gesamtwiderstand ist also stets größer als der größte Einzelwiderstand. Eine Ausnahme gibt es im Reihenschwingkreis an Wechselspannung.

### Stromstärke
Die Stromstärke {\displaystyle I} ist für alle {\displaystyle N} Verbraucher der Reihenschaltung in Frequenz, Phasenwinkel und Amplitude identisch.
{\displaystyle I_{\mathrm {ges} }=I_{1}=I_{2}=\dotsb =I_{N}}

### Spannung
Die Spannung verteilt sich nach der kirchhoffschen Maschenregel auf die einzelnen Verbraucher. Die Summe der Teilspannungen ist bei ohmschen Verbrauchern gleich der Gesamtspannung {\displaystyle U_{\mathrm {ges} }}.
{\displaystyle U_{\mathrm {ges} }=\sum \limits _{n=1}^{N}U_{n}=U_{1}+U_{2}+\dotsb +U_{N}}
Bei Wechselspannung an Bauelementen mit Blindwiderstand (Spulen, Kondensatoren) addieren sich die Teilspannungen pythagoreisch zur Gesamtspannung. Die einfache Addition der Beträge liefert einen falschen Wert für die Gesamtspannung. In Einzelfällen kann die Teilspannung an einem Bauelement der Reihenschaltung die Gesamtspannung sogar übersteigen (Spannungsüberhöhung).

### Leistung
Bei Gleichspannung ergibt sich die Gesamtleistung aus der Summe der Leistungen eines jeden Verbrauchers:
{\displaystyle P_{\mathrm {ges} }=\sum \limits _{n=1}^{N}P_{n}=P_{1}+P_{2}+\dotsb +P_{N}}
Mit {\displaystyle P=I\cdot U} ergibt sich
{\displaystyle P_{\mathrm {ges} }=\sum \limits _{n=1}^{N}\left(I\cdot U_{n}\right)=I\cdot \sum \limits _{n=1}^{N}U_{n}=I\cdot U_{\mathrm {ges} }}
Bei Wechselspannung ist die Unterscheidung zwischen Wirkleistung, Blindleistung und Scheinleistung zu beachten.

## Reihenschaltungen

### Spannungsquellen
Die bei der Reihenschaltung von potentialfreien Spannungsquellen (z. B. Akkumulatoren, Transformator-Wicklungen) sich bildende Gesamtspannung ist die Summe der Teilspannungen, deren Vorzeichen nach der Maschenregel zu beachten ist.
{\displaystyle U_{\mathrm {ges} }=\sum \limits _{n=1}^{N}U_{n}=U_{1}+U_{2}+\dotsb +U_{N}}
Werden ungleichnamige Pole miteinander verbunden, entsteht eine höhere Gesamtspannung, beim Verbinden gleichnamiger Pole entsteht die Differenzspannung.
Die Innenwiderstände der Spannungsquellen summieren sich unabhängig von der Polung.

### Stromquellen
Eine Reihenschaltung von idealen Stromquellen unterschiedlicher Größe führt zwischen den Stromquellen zu unbegrenzt hohen Spannungen.

### Widerstände

Zusammenfassung von zwei in Reihe geschalteten Widerständen mit gleichem Querschnitt und mit den Längen und zu einem Gesamtwiderstand

Die Abbildung rechts zeigt zwei Widerstände {\displaystyle R_{1}=\rho \cdot {\tfrac {l_{1}}{A}}} und {\displaystyle R_{2}=\rho \cdot {\tfrac {l_{2}}{A}}} mit demselben spezifischen Widerstand {\displaystyle \rho } und den Gesamtwiderstand
{\displaystyle R_{\mathrm {ges} }=\rho \cdot {\frac {l_{1}+l_{2}}{A}}=R_{1}+R_{2}}
Allgemein für Reihenschaltungen gilt
{\displaystyle R_{\mathrm {ges} }={\sum \limits _{n=1}^{N}R_{n}}=R_{1}+R_{2}+\dotsb +R_{N}}
Dabei fließt durch alle Widerstände ein Strom mit derselben der Stärke {\displaystyle I}. Daraus ergeben sich nach dem ohmschen Gesetz Spannungsabfall
{\displaystyle U_{1}=R_{1}\cdot I}
{\displaystyle U_{2}=R_{2}\cdot I}
Auch für diese gilt die kirchhoffsche Maschenregel
{\displaystyle U_{\mathrm {ges} }=\sum \limits _{n=1}^{N}U_{n}=\sum \limits _{n=1}^{N}R_{n}\cdot I=R_{\mathrm {ges} }\cdot I}
oder umgestellt nach der Stromstärke
{\displaystyle I={\frac {U_{\mathrm {ges} }}{R_{\mathrm {ges} }}}}
Ein Beispiel ist die Anreihung von Glühlampen in einer Lichterkette. Bei 16 gleichen Lampen in Reihe an 230 V bekommt jede einzeln knapp 15 V. Eine Unterbrechung des Stromkreises an einer Stelle (z. B. Durchbrennen einer Lampe) unterbricht den Strom für alle Teile der Kette. Lichterketten-Lampen sind daher meist mit einer Strombrücke ausgerüstet, die aufgrund der nach dem Durchbrennen auftretenden höheren Spannung das ausgefallene Element umgeht.

Sind statt der Widerstandswerte {\displaystyle R_{n}} die Leitwerte {\displaystyle G_{n}={\tfrac {1}{R_{n}}}} gegeben, so erhält man

Schaltschema eines Spannungsteilers

{\displaystyle R_{\mathrm {ges} }={\frac {1}{G_{\mathrm {ges} }}}=\sum \limits _{n=1}^{N}{\frac {1}{G_{n}}}}

#### Spannungsteiler
Der Spannungsteiler ist eine spezielle Anwendung der Reihenschaltung von Widerständen. Er besitzt einen Abgriff (Abzweig) an der Verbindungsstelle und erlaubt eine Teilung der Gesamtspannung im Verhältnis der beiden Widerstände, sofern kein Strom an der Verbindungsstelle entnommen wird. Wird (beispielsweise) an die Klemmen für {\displaystyle U_{2}} ein Verbraucher mit einem Widerstand {\displaystyle R_{\text{V}}} angeschlossen, so entsteht eine Parallelschaltung aus {\displaystyle R_{2}} und {\displaystyle R_{\text{V}}}, wodurch die Spannung {\displaystyle U_{2}} kleiner wird. Mit einem realen Spannungsmessgerät als Verbraucher wird die Spannung immer kleiner gemessen als sie bei offenen Klemmen ist.
Spannungsteiler sind bei Wechselspannung auch mit Kondensatoren oder Spulen realisierbar, wobei bei gemischten Bauelementen wieder auf pythagoreische Addition zu achten ist.

### Kondensatoren

Zusammenfassung von zwei in Reihe geschalteten Kondensatoren mit gleicher Permittivität, gleicher Fläche und mit den Abständen und zu einem Gesamtkondensator

Die Abbildung zeigt zwei Plattenkondensatoren mit den Kapazitäten
{\displaystyle C_{1}=\varepsilon \cdot {\tfrac {A}{d_{1}}},\ }
{\displaystyle C_{2}=\varepsilon \cdot {\tfrac {A}{d_{2}}}} und deren Reihenschaltung mit der Gesamtkapazität
{\displaystyle C_{\mathrm {ges} }=\varepsilon \cdot {\tfrac {A}{d_{1}+d_{2}}}.} Der Zusammenhang ergibt sich durch die Umrechnung
{\displaystyle {\frac {1}{C_{1}}}+{\frac {1}{C_{2}}}={\frac {d_{1}}{\varepsilon A}}+{\frac {d_{2}}{\varepsilon A}}={\frac {d_{1}+d_{2}}{\varepsilon A}}={\frac {1}{C_{\mathrm {ges} }}}}
Allgemein ist bei der Reihenschaltung von Kondensatoren der Kehrwert der Gesamtkapazität gleich der Summe der Kehrwerte der Einzelkapazitäten:
{\displaystyle {\frac {1}{C_{\mathrm {ges} }}}=\sum \limits _{n=1}^{N}{\frac {1}{C_{n}}}}
bzw.
{\displaystyle C_{\mathrm {ges} }={\frac {1}{\sum \limits _{n=1}^{N}{\frac {1}{C_{n}}}}}}
Die Formel entspricht derjenigen bei einer Reihenschaltung der Leitwerte (siehe oben).
Wird auf einen entladenen Kondensator mit der Kapazität {\displaystyle C} eine Ladung {\displaystyle Q} aufgebracht, so entsteht am Kondensator die Spannung {\displaystyle U} gemäß
{\displaystyle Q=C\cdot U}
Fließt durch die Reihenschaltung ein Verschiebungsstrom (infolge eines Schaltvorgangs oder bei Wechselspannung), so ist er in allen Bauelementen der Reihenschaltung gleich groß, und er bringt auf jedem Kondensator eine gleich große Ladung auf. Die Gesamtspannung an der Reihenschaltung teilt sich auf gemäß
{\displaystyle U_{\mathrm {ges} }=\sum \limits _{n=1}^{N}U_{n}=\sum \limits _{n=1}^{N}{\frac {Q}{C_{n}}}=Q\cdot {\frac {1}{C_{\mathrm {ges} }}}}
Der Kondensator mit der kleinsten Kapazität erhält die größte Teilspannung.
Bei Gleichspannung gilt die Gleichung nicht. Für diesen Fall gelten die folgenden Gesichtspunkte.

#### Spannungssymmetrierung
Das In-Reihe-Schalten mehrerer gleichartiger Kondensatoren erfordert bei Gleichspannung eine Symmetrierung, um die gleichmäßige Aufteilung der Gesamtspannung auf die einzelnen Kondensatoren zu erreichen. Ohne diese Symmetrierung bekommt in der Reihe der Kondensator mit dem zufällig höchsten Isolationswiderstand die höchste (möglicherweise zerstörerisch hohe) Gleichspannung.
Zur Spannungssymmetrierung bei Gleichspannung wird üblicherweise jedem Kondensator einen Widerstand parallelgeschaltet. Ist dieser zum Beispiel eine Zehnerpotenz kleiner als der minimal vom Hersteller garantierte Isolationswiderstand der Kondensatoren, ergibt sich bei zwei Kondensatoren ein Symmetriefehler bis 5 %. Durch die Parallelwiderstände steigen die Verluste allerdings an. Meist sind jedoch bei höheren Spannungen aus Sicherheitsgründen sowieso Entladewiderstände (siehe auch Ableitwiderstand) erforderlich, die für diesen Zweck benutzt werden können.
Bei Betrieb an Wechselspannung verhalten sich die Blindleitwerte der Kondensatoren wie ihre Kapazitätswerte. Eine Symmetrierung mit Parallelwiderständen ist nicht notwendig, wenn die Blindwiderstände deutlich kleiner als die ohmschen Isolationswiderstände der Kondensatoren sind.
Hochspannungskondensatoren besitzen oft eine sogenannte innere Reihenschaltung: Statt dicker Isolierfolie verwendet man mehrere Lagen metallisierter dünnerer Isolierfolien. Solche Kondensatoren besitzen eine höhere Zuverlässigkeit und ein geringeres Bauvolumen als jene mit nur einer Isolierschicht, da die spezifische Durchschlagsfestigkeit in der Regel mit abnehmender Dicke steigt. Der Grund ist die homogenere Feldverteilung entlang der Gesamtdicke der Isolierbarriere.

### Spulen
Bei der nicht magnetisch gekoppelten Reihenschaltung von Spulen mit den Induktivitäten {\displaystyle L_{n}} ist die Gesamtinduktivität wie bei Widerständen die Summe der einzelnen Induktivitäten:
{\displaystyle L_{\mathrm {ges} }=\sum \limits _{n=1}^{N}L_{n}=L_{1}+L_{2}+\cdots +L_{N}}
Bei magnetisch eng gekoppelten Induktivitäten (zum Beispiel eines Transformators) erhöht sich die Gesamtinduktivität mit dem Quadrat der Windungszahl. Zwei Spulen mit gleichen Induktivitäten auf einem gemeinsamen Kern liefern daher bei Reihenschaltung die vierfache Gesamt-Induktivität.

### Dioden
Bei in Durchlassrichtung betriebenen Dioden in gleichsinniger Reihenschaltung summieren sich deren Flussspannungen.

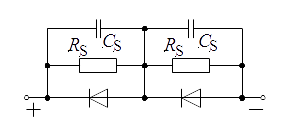
Spannungssymmetrierung an Dioden in Sperrrichtung durch Parallelschaltung von und

Bei in Sperrrichtung betriebenen Dioden in gleichsinniger Reihenschaltung lässt sich die Gesamt-Sperrspannung erhöhen. Voraussetzung ist die statische und dynamische Symmetrierung (gleiche Spannungsaufteilung) sowohl wegen des Leckstroms als auch wegen der Sperrschichtkapazität. Eine Ausnahme gilt, wenn die Dioden durch ihr Durchbruchsverhalten eine Reihenschaltung ohne zusätzliche Maßnahmen gestatten (kontrollierter Durchbruch, Avalanche-Durchbruch). Beispiele sind Hochspannungsgleichrichter mit Selen-Platten (Selenstab) oder auch mit Siliziumdioden-Chips (Gleichrichter in Hochspannungskaskaden für Bildröhren oder in Spannungsverdoppler-Schaltungen in Mikrowellenherde.).

### Transistoren
Durch Reihenschaltung von Transistoren lässt sich die Gesamt-Sperrspannung beziehungsweise deren Schaltspannung erhöhen. Voraussetzung ist die statische und dynamische Symmetrierung, um gleiche Spannungsaufteilung zu erreichen und unterschiedliche Schaltzeitpunkte abzufangen. Das gelingt mit Widerständen und Kondensatoren.
MOSFET können in Sonderfällen ohne Symmetrierung in Reihe geschaltet werden, wenn sie sich durch kontrollierten Durchbruch (wiederholt gestatteter Avalanche-Durchbruch) auszeichnen.

### Gasentladungen
Gasentladungslampen gleichen Nennstromes können in Reihe geschaltet werden. Ein Beispiel sind die Leuchtröhren von Leuchtreklamen, die bis zu einer Gesamtspannung von 7,5 kV an einem gemeinsamen Streufeldtransformator betrieben werden.
Gasentladungslampen erfordern zur Strombegrenzung immer die Reihenschaltung mit einem passenden Vorschaltgerät bzw. einem Vorwiderstand.

### Glühlampen
Glühlampen können nur dann in Reihe geschaltet werden, wenn sie exakt den gleichen Nennstrom besitzen – ansonsten brennt bereits beim Einschalten diejenige Glühlampe durch, die die dünnste Glühwendel hat. Ursache ist der aufgrund des positiven Temperaturkoeffizienten des Widerstandes hohe Einschaltstromstoß.
Ein verwandter Fall ist die Serienheizung von Elektronenröhren.

### Lautsprecher (elektro-dynamisch)
Lautsprecher stellen für das Audiosignal keine reinen ohmschen Widerstände dar (z. B. 4 oder 8 Ω, das sind nur Nennwerte), sondern eine komplexe Last, bestehend aus zusätzlichen Schwingkreisen, die über die Wandlerfunktion aus der akustisch-mechanischen Welt in den elektrischen Bereich (zurück) gewandelt werden. Ursache dafür sind vor allem die Grundresonanz (Masse-Feder-System) aller Treiber, die Induktivität der Schwingspulen sowie – besonders wichtig in Mehrwege-Systemen – der Frequenzweichen. Diese können wegen weiterer Aufgaben nur selten so ausgelegt werden, dass sie in Summe eine konstante Impedanz (Wechselstromwiderstand) bilden.
Aus diesem Grund ist die Reihenschaltung von unterschiedlichen Lautsprechern nicht sinnvoll.
Es kommt zu gegenseitigen Klang(ver)färbungen und unerwünschter Ungleichverteilung der Belastung auf die einzelnen Lautsprecher.
Hingegen ist die Reihenschaltung von zwei oder mehr Lautsprechern gleichen Typs kein Problem bezüglich des Klangs oder der elektrischen Anschlusswerte. Es ergibt sich jedoch eine Vervielfachung der Impedanz. Bei zu hoher Impedanz verringert sich die maximale nutzbare Ausgangsleistung der Audio-Endstufen (Spannungsanpassung, hoher Dämpfungsfaktor), sodass sich bei z. B. 4 oder 6 oder 9 Lautsprechern eine kombinierte Reihen-Parallel-Schaltung anbietet, womit die Impedanz der Gesamtschaltung gleich bleibt.